# Capercaillie

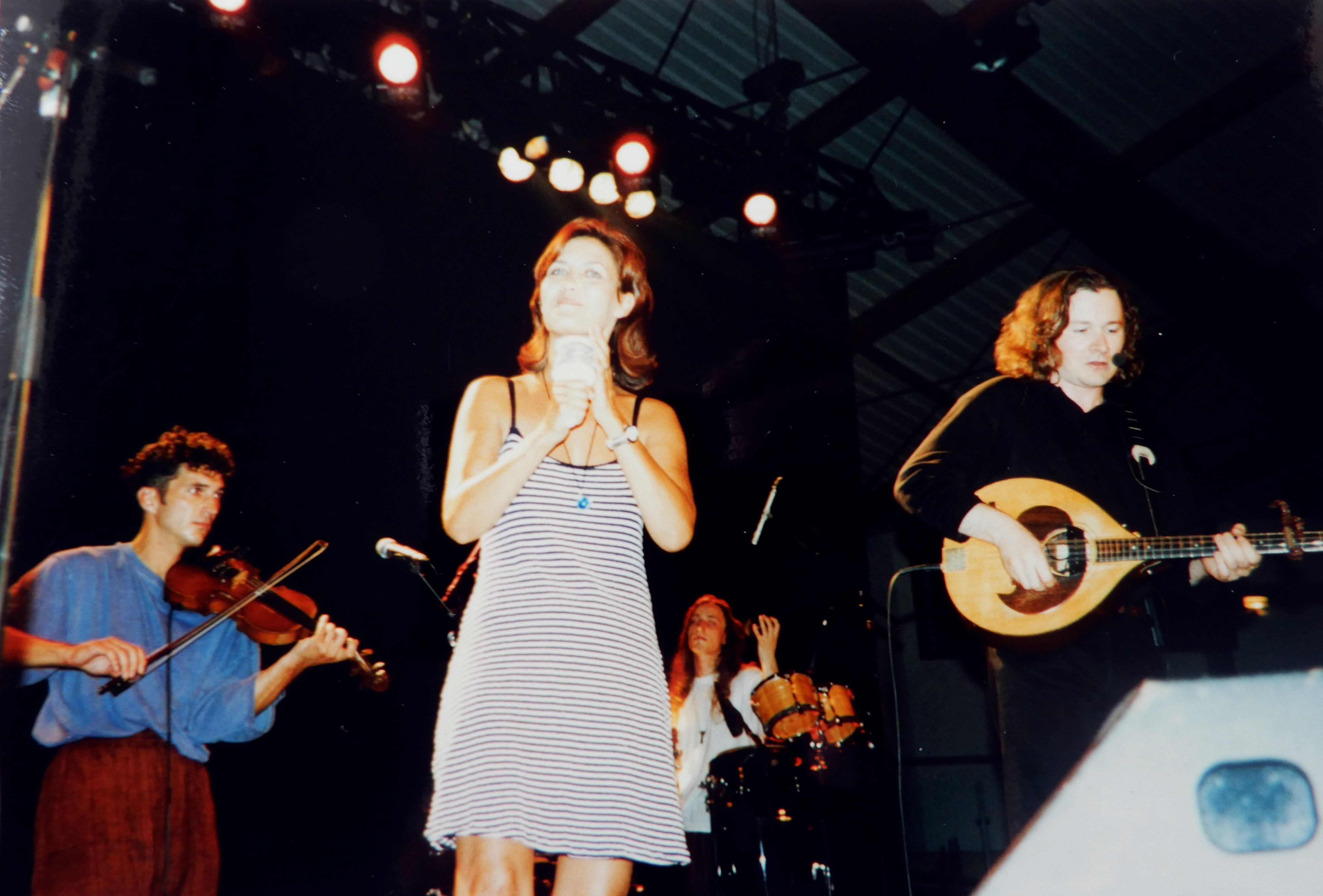
Capercaillie au FIL de Lorient en 1995

Capercaillie est un groupe de musique folk écossais, de renommée internationale, fondé en 1983 par Dòmhnall Seathach (anglais : Donald Shaw), Marc Duff, Joan MacLachlan, Shaun Craig et Martin MacLeod, qui trouve son inspiration dans le répertoire traditionnel celtique. 
Le nom "Capercaillie" est l'anglicisation du gaélique écossais capall-coille (« cheval des bois »), nom d'une variété écossaise de grand tétras ou coq de bruyère.  
Le groupe a vendu plus d’un million d’albums à travers le monde depuis 1984. 
Sa chanteuse Karen NicMhàthain (anglais: Karen Matheson), dont Sean Connery aurait dit que sa voix était bénie de Dieu (« a throat surely touched by the hand of God ») a participé à l'Héritage des Celtes de Dan Ar Braz, dans les années 1990.  

## Histoire
Les membres fondateurs se sont rencontrés en 1983, alors qu'ils étaient encore au lycée d'Oban.  
En 1983, les charts écossais sont dominés par des tubes tels que Red red wine, Every breath you take, All night long, ou encore Let's dance. En pleine désindustrialisation tatchérienne, les étoiles filantes du punk (The Clash, The Skids) s'éteignent déjà et les adolescents découvrent le métal (Kill 'em all), mais la musique traditionnelle gaélique, pour sa part, reste enfermée dans la tradition.  
Au cours d'une seisean au Mishnish Inn, un pub de Tobar Mhoire, pendant le Festival de musique de l'île de Muile, l'animateur d'un programme radiophonique local repère un groupe de jeunes musiciens traditionnels à qui il propose de venir se produire lors de son émission, à la condition qu'ils se choisissent un nom : ils choisissent le nom d'un animal écossais en voie d'extinction, en référence au fait qu'ils souhaitent faire vivre une culture en danger, en l'occurrence la leur. Capercaillie est né. 
L'année suivante, en 1984, Karen NicMhàthain rejoint Capercaillie. Ayant gagné la médaille d'or du Mòd, elle jouit déjà d'une certaine réputation. Le groupe sort son premier album, Cascade. De la relation entre la voix de la chanteuse et les claviers de Dòmhnall Seathach, qui initie la musique gaélique aux effets atmosphériques des années 1980, va naître un genre nouveau de musique celtique, mais ce n'est qu'avec l'arrivée du violoniste Charlie McKerron, en 1985, que la signature musicale du groupe va s'affirmer. 
À partir de 1988, la musique de Capercaillie va s'exporter hors de ses Highlands bien-aimés, d'abord grâce à la bande-son de The blood is strong, une série télévisée de Channel 4 portant sur les Highlands. Surtout, le groupe effectue sa première tournée aux États-Unis. C'est cette année-là aussi que le guitariste irlandais Manus Lunny rejoint le groupe. Son frère, Dònal Lunny, produira les trois albums suivants du groupe. 
Avec l'arrivée de Manus Lunny, le style musical de Capercaillie va s'affiner. En 1989 sort Sidewaulk. Le titre est un jeu de mots entre l'anglais sidewalk (« trottoir ») et le scots waulk (« fouler »). En effet, Capercaillie reprend souvent des chants traditionnels gaéliques comme les òrain-luaidh, dont l'équivalent scots est « waulking songs ». Mais si jusque-là tous les chants étaient en gaélique écossais, Sidewaulk est le premier album de Capercaillie comportant des chansons anglophones non issues du folklore écossais: Fisherman's dream, une reprise de John Martyn, et Both Sides The Tweed, de Dick Gaughan.  
Toutefois, ce n'est qu'à partir de l'album suivant, Delirium (1991) que Capercaillie va écrire ses propres chansons anglophones. C'est aussi avec cet album que vient la consécration. Parfois classé dans le new age, parfois dans le folk rock, Delirium reste avant tout un album de musique gaélique : le titre emblématique Coisich a rùin ("Allez, mon amour"), un òran-luaidh vieux d'au moins 400 ans, est entré dans les charts britanniques, prenant la 39e place du top 40 pendant l'été 1992, la première chanson en gaélique écossais à réaliser un tel exploit. On pourrait trouver étrange ce soudain engouement du public anglais pour la culture des Gaels, mais la raison est simple: le titre a été utilisé comme générique de la série télévisée A Prince among Islands, qui portait sur les pérégrinations du prince Charles dans les Hébrides.  
Pendant les années 1990, Capercaillie va explorer d'autres genres musicaux, fusionnant sans complexe la musique gaélique traditionnelle avec d'autres influences, notamment irlandaises, bretonnes et galiciennes (dues aux échanges interceltiques), mais aussi venues du jazz, du funk ou de la pop: avec les effets 3D, la rythmique rock et le refrain espagnol de Why don't you touch me (signé John Saich) par exemple, les Highlands semblent loin. Cette approche est guidée par la curiosité des musiciens et va les emmener vers un genre qu'on nomme aujourd'hui les Musiques du monde. Pour autant, Capercaillie ne cherche pas à se donner une nouvelle image et continue d'enregistrer des reels, jigs et autres òrain-luaidh ancestraux.  

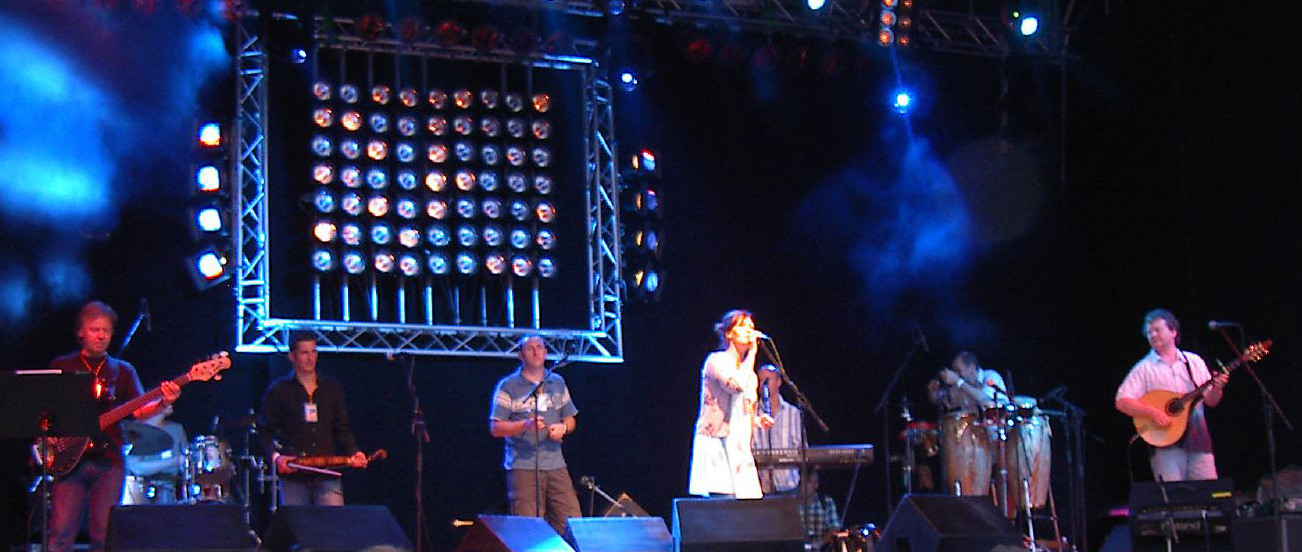
Capercaillie en concert pendant le festival "Bardentreffen" 2005 à Nuremberg (Allemagne)

En 1995, le groupe participe à la bande originale du film américano-britannique Rob Roy. Karen NicMhàthain y tient son « propre » rôle : c'est elle-même qui interprète le rôle de la chanteuse pendant la scène de la veillée autour du feu. La chanson en question, Ailein Duinn, est aussi présente sur l'album To the moon, qui sort la même année. 
To the Moon et Secret people (1993) entrent tous deux dans les charts britanniques des albums, confirmant la relative popularité de Capercaillie au Royaume-Uni. 
À partir des années 2000, Capercaillie récolte les fruits de son exploration et revient vers un style plus traditionnel qui contraste pourtant fortement avec celui de ses tout premiers albums : les influences restent présentes et l'expérience permet au groupe de mieux les doser dans sa musique. En 2003, Karen NicMhàthain reçoit le titre de « Best Gaelic singer » lors du Scottish folk, et en 2009, le premier titre de l'album Nàdurra (2000), Skye Waulking Song, devient un exemple de la musique folklorique traditionnelle britannique pour les GCSE. 
À l'occasion des 20 ans du groupe un double CD compilation est sorti en 2004. 
En 2013, Capercaillie célèbre ses 30 ans de carrière avec une tournée prévue pour durer toute l'année et un nouvel album studio intitulé At The Heart Of It All paru le 12 août 2013. 

## Membres
Depuis 1997, Capercaillie comprend les huit musiciens suivants, :
- Karen NicMhàthain : chant
- Dòmhnall Seathach : claviers, accordéon, vocaux
- Charlie McKerron : fiddle
- Manus Lunny : guitare, bouzouki, vocaux
- Ewen Vernal : basse
- Michael McGoldrick : flûte, flûtes irlandaises, uilleann pipes,
- David Robertson : percussions (& bodhrán)
- Che Beresford : batterie

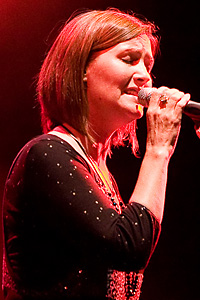
Karen Matheson
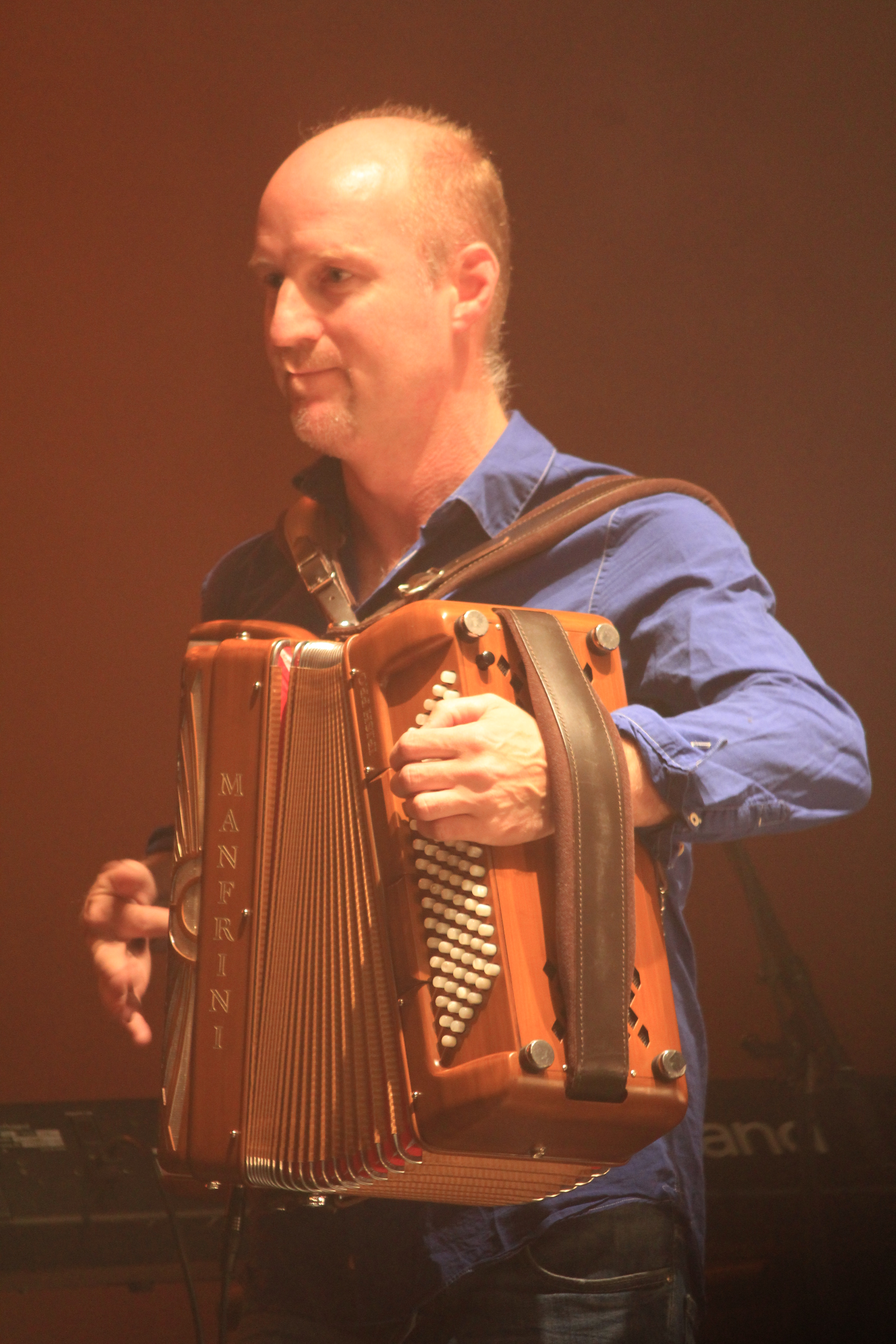
Donald Shaw
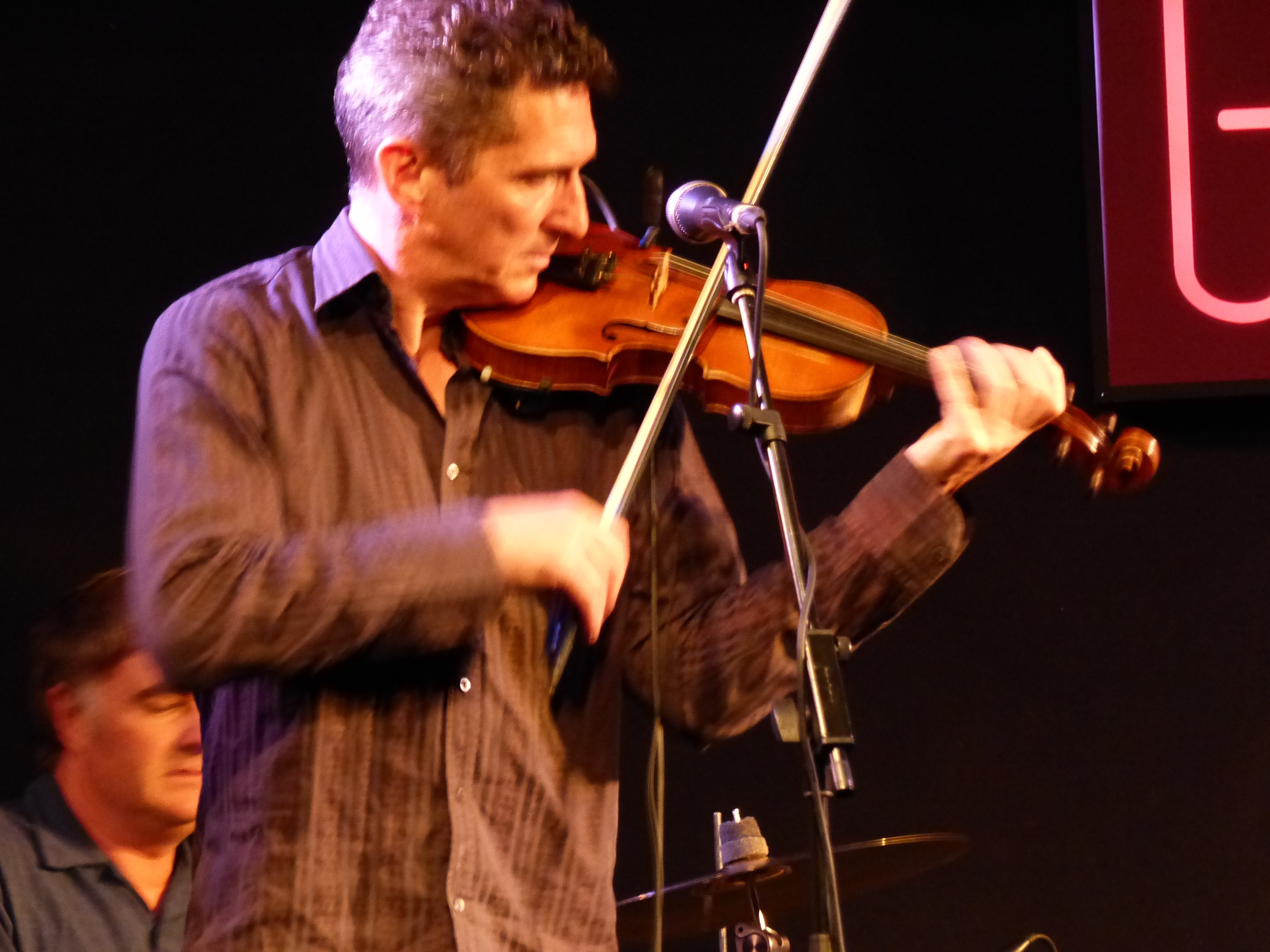
Charlie McKerron
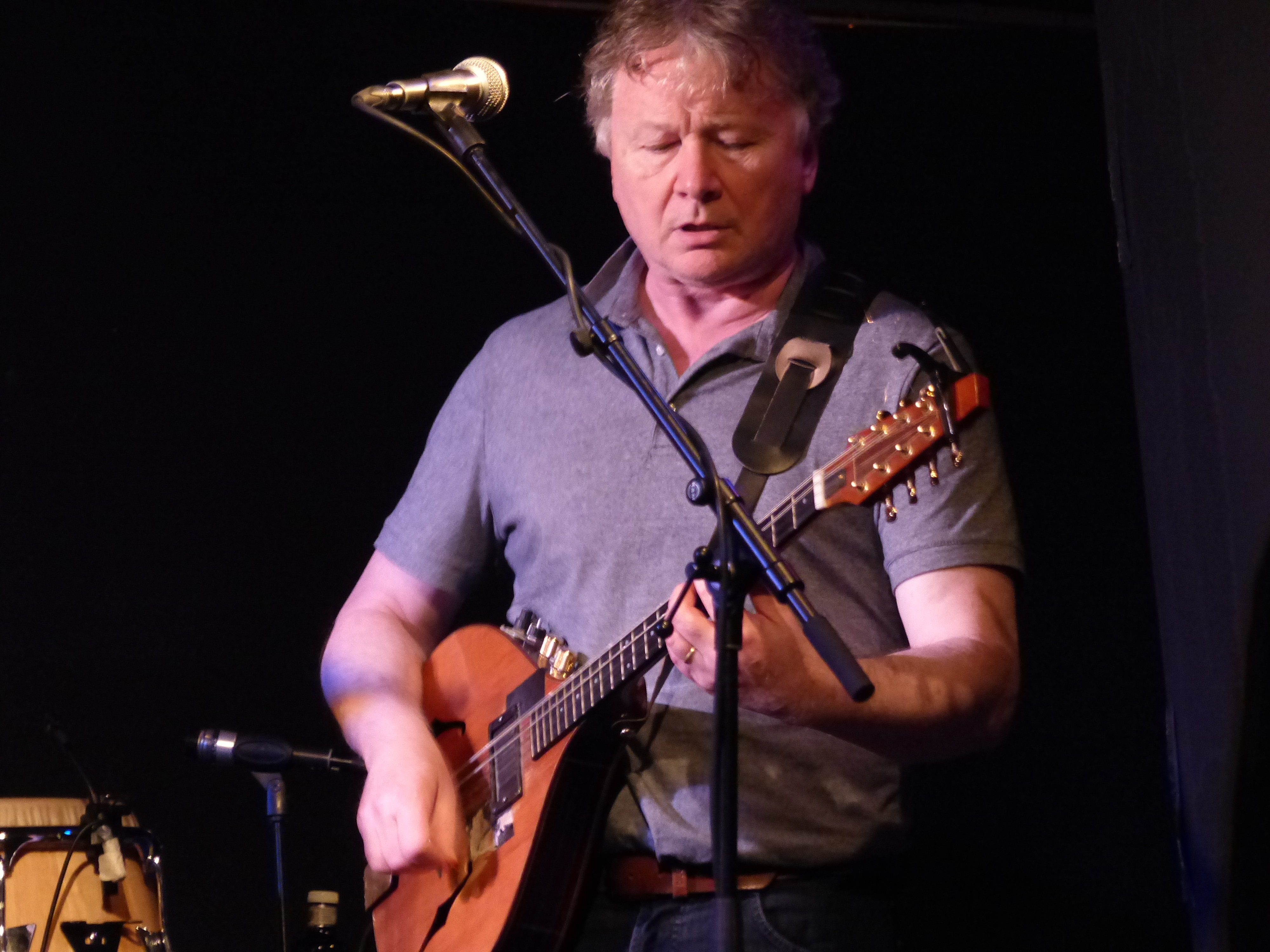
Manus Lunny
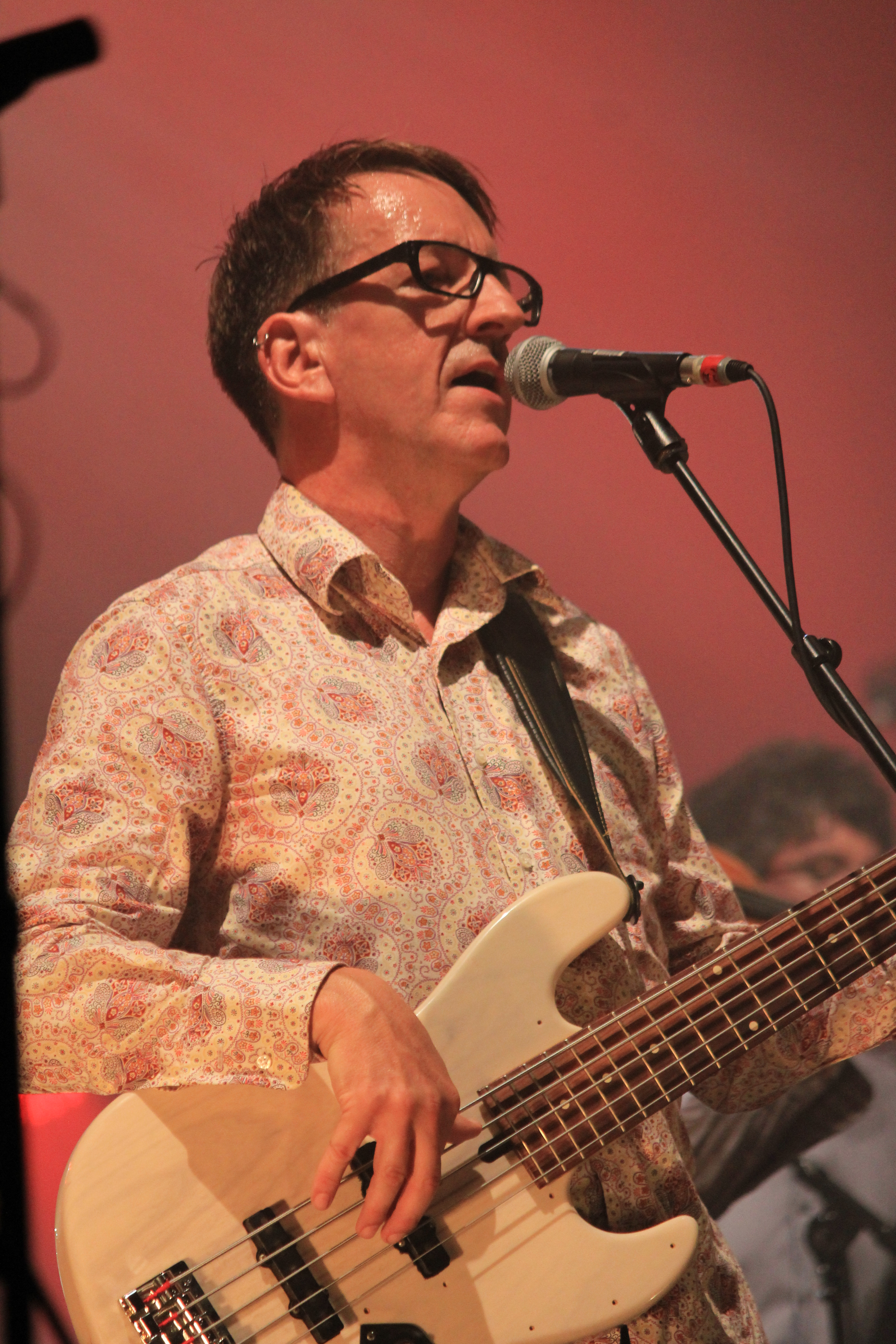
Ewen Vernal
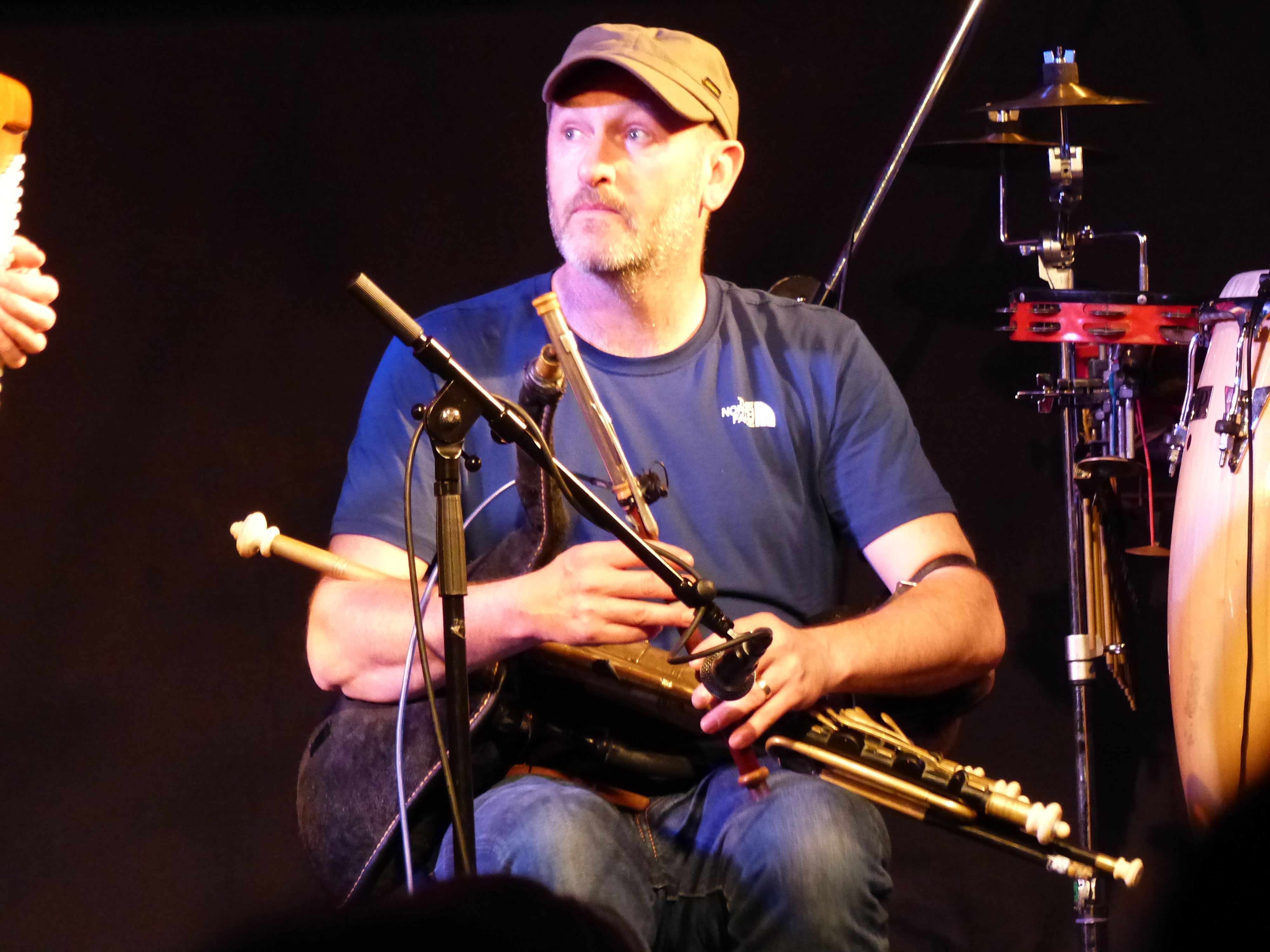
Michael McGoldrick
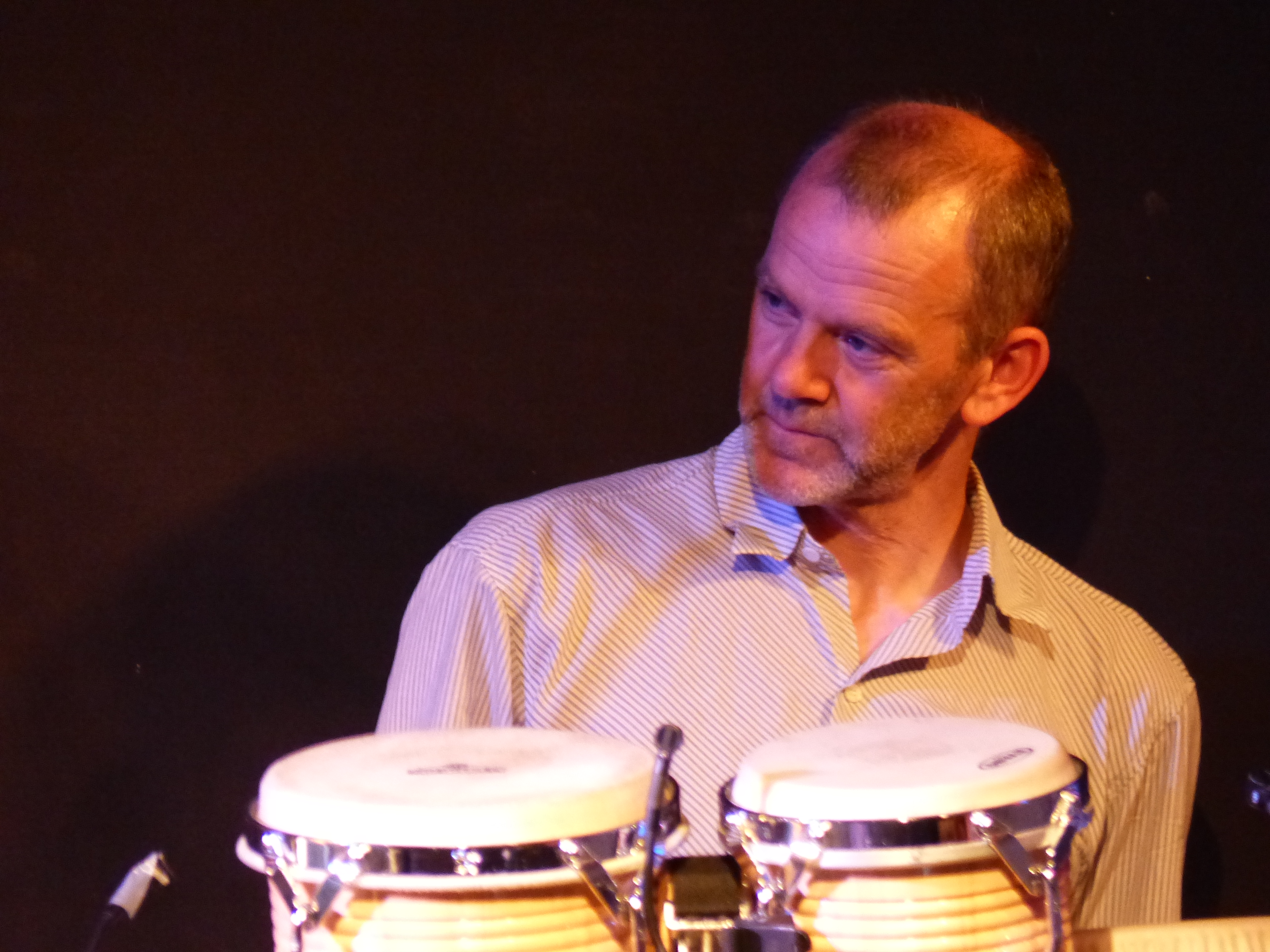
David Robertson
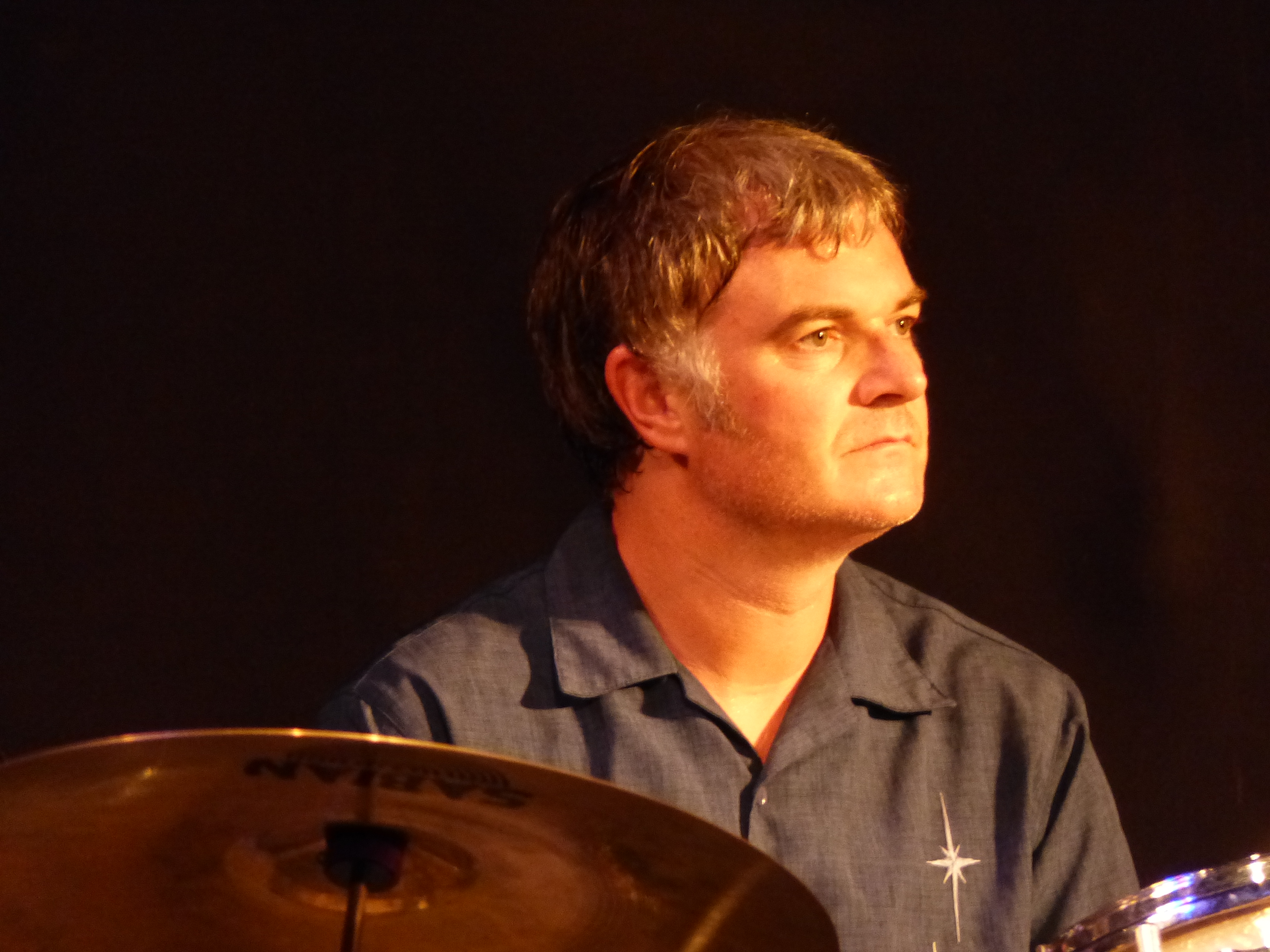
Che Beresford

## Tournées de concerts de Capercaillie
| Mois                  | Jour (Ville - Lieu) |
| --------------------- | --- |
| Juillet 2001          | le 25 (Quimper - Festival de Cornouaille, Amphithéâtre de la place de la Résistance) |
| Janvier 2002          | date inconnue (Glasgow - Celtic Connections Festival du 16/01 au 03/02, The Arches) |
| Mars 2006             | le 17 Belfast (The Waterfront Hall) Irlande du Nord, Royaume-Uni |
| Décembre 2006         | le 31 (Édimbourg (Hogmanay Ceilidh 2006/2007 - Princess St. Gardens) |
| Août 2007             | date inconnue (Lorient - Festival interceltique, année de l'Écosse) |
| Octobre/Novembre 2007 | Tournée de promotion du nouvel album Roses and Tears (2008) |
| Juillet 2009          | Le 21 (Quimper - Festival de Cornouaille, Espace Gradlon), le 23 (Loon-Plage - Festival "Het Lindeboom") le 26 (Édimbourg - The Gathering 2009, Holyrood Park), le 26 (Loch Lomond - Lomond Folk Festival) |
| Août 2009             | le 01 (Zas - Festa da Carballeira de Zas) le 14 (Bénodet) les 19 et 20 (Édimbourg - Edinburgh Festival Fringe, Queens Hall) |
| Janvier 2010          | le 17 (Glasgow - Celtic Connections, du 14 au 31 janvier 2010) le 06 (Sion - Guinness Irish Festival, Domaine des Îles) |
| Août 2010             | le 10 (Lorient - Festival interceltique, Espace Marine), |
| Décembre 2010         | le 18 (Paisley) |
| Février 2011          | le 06 (Belfast - Feile an Earraigh), le 10 (Kendal - Brewery Arts Centre), le 11 (Perth - Perth Concert Hall), le 12 (Coventry - Warwick Arts Cantre, University of Warwick), le 13 (Chichester - Chichester Festival Theatre) |
| Juin 2011             | le 11 (Gijón - Gran Noche Celta, Teatro de la Labora) |
| Juillet 2011          | le 08 (San Vicente de la Barquera - VIe Festival folk "Cantabria Infinita") |
| Septembre 2011        | le 19 (Ramsbottom - Ramsbottom Festival) |
| Octobre 2011          | le 30 (Perth - Commonwealth Festival) |
| Novembre 2011         | le 01 (Mandurah - Mandurah Performing Arts Centre), le 05 (Albany - Albany Entertainment Centre) |
| Août 2012             | le 11 (Saugues - Festival celte en Gévaudan, Marché couvert) |
| Janvier 2013          | le 17 (Glasgow - Celtic Connections 20th Celebration Concert) |
| Mai 2013              | le 12 (Baltimore - Fiddlefair, du 9 au 12 mai 2013) |
| Juillet 2013          | le 19 (Stornoway - HebCelt Festival 2013, du 17 au 20 juillet 2013, Lews Castle), le 20 (Île de Tiree), le 28 (Cambridge - Cambridge Folk Festival, du 25 au 28 juillet 2013), le 28 (Malmesbury - Womad, the world's festival du 25 au 28 juillet 2013, Charlton Park) |
| Août 2013             | le 04 (Barnsley - Madfest Festival du 2 au 4 août 2013), le 05 (Édimbourg - Fringe Festival du 2 au 26 août 2013) le 07 (Lorient - Festival interceltique, Espace Marine), le 08 (Sidmouth - Sidmouth Folk Week du 2 au 9 août 2013), le 09 (Broadstairs - Broadstairs Folk Week du 9 au 16 août 2013) le 10 (Paimpol - Festival du chant de marin de Paimpol, Cabaret Michel Tonnerre), le 22 (Saint-Vaast-La-Hougue - 19e Festival des Traversées Tatihou, le festival des musiques du large du 10 au 24 août 2013, sur l'île Tatihou), le 26 (Shrewsbury - Shrewsbury Folk Festival du 23 au 26 août 2013) |
| Septembre 2013        | le 14 (Inverness - Blas Festival, Eden Court) le 22 (Busto Arsizio - Busto Folk Festival) |
| Octobre 2013          | le 10 (Édimbourg - Usher Hall), le 11 (Paisley - The Spree Festival, Paisley Abbey), le 12 (Aberdeen - Music Hall), le 13 (Perth - Concert Hall), le 14 (Gateshead - The Sage), le 15 (York - Barbican), le 16 (New Brighton - The Floral Pavilion), le 26 (Kendal - Brewery Arts Centre), le 29 (Londres - Queen Elizabeth Hall), le 30 (Birmingham - Town Hall) |
| Décembre 2013         | le 01 (Manchester - Academy) |
| Janvier 2014          | le 18 (Glasgow - Celtic Connections 2014, Royal Concert Hall) |
| Mars 2014             | le 09 (Barcelone - L'Auditori Més Season) |
| Mai 2014              | le 09 (Holmfirth - Festival of Folk, The Picturedrome) |
| Août 2014             | le 07 (Cropredy - Fairport's Cropredy Convention Festival),, le 09 (Beauly - Belladrum Festival), le 12 (Guingamp - Festival de la Saint-Loup), le 14 (Glasgow - Festival "Magners' Summer Nights" - Kelvingrove Bandstand and Amphitheatre) |
| Septembre 2014        | le 14 (Inverarary - Best of the West Festival) |
| Novembre 2014         | le 28 (Saltaire - Victoria Hall), le 29 (Édimbourg, Écosse - Queens Hall), le 30 (Liverpool - St George's Hall) |

Notes :
1. ↑  Une programmation tournée vers les jeunes"
2. ↑  Participation de Capercaillie aux Celtic Connections 2002 (l'album Live in Concert (2002) est l'enregistrement de ce concert)
3. ↑  avec, également à l'affiche, Altan
4. 1 2  www.karenmatheson.com / News
5. ↑  de Cornouaille 2009 / Programmation intégrale
6. ↑  Programme du festival de Cornouaille 2009 [PDF]
7. 1 2 3  Capercaillie / Archives 2009
8. ↑  Programme 2009 du festival de Cornouaille
9. ↑  Photos de Capercaillie sur la scène de l'espace Gradlon par Gwénolé Fauque
10. ↑  avec, également, en première partie, le groupe Guidewires)[cap 5],[cap 6],[cap 7],[cap 8],[cap 9]
11. ↑  Participation de Capercaillie aux Celtic Connections 2010[8]
12. 1 2  Capercaillie / Archives 2011
13. ↑  Capercaillie et invités
14. ↑  Photos de Capercaillie sur scène au FIL 2010
15. ↑  festival interceltique de lorient 2011 / archives 2010
16. ↑  Commonwealth Festival
17. ↑  Mandurah Performing Arts Centre
18. ↑  Albany Entertainment Centre
19. ↑  Haute-Loire : Festival celte, la qualité ne paie pas !
20. ↑  Participation de Capercaillie au concert de célébration du 20e anniversaire des Celtic Connections[9],[10]
21. ↑  Baltimore Fiddle Fair Website
22. ↑  HebCelt Festival Website
23. ↑  Tiree Music Festival Website
24. ↑  Cambridge Folk Festival Website
25. ↑  Site web du festival Womad 2013
26. ↑  Madfest 2013
27. ↑  fiche Capercaillie
28. ↑  Capercaillie : mercredi 7 août 2013
29. ↑  30 ans de Capercaillie - Llan de Cubel (spectacle no 35)
30. ↑  Sidmouth Folk Week Website
31. ↑  Broadstairs Folk Week Website
32. ↑  Festival du Chant de marin à Paimpol : améliorations et nouveautés
33. ↑  Capercaillie
34. ↑  Capercaillie : Musique des Îles / Iles Hébrides-Écosse le samedi 10 août 2013
35. ↑  jeudi 22 août 2013, 17h00, Ile Tatihou : Goitse, Capercaillie - Dans l'imaginaire celtique
36. ↑  Festival des Traversées Tatihou / Programme 2013
37. ↑  Shrewsbury Folk Festival Website
38. ↑  http://www.ticketmaster.co.uk/artist/1891030 du site www.ticketmaster.co.uk]
39. ↑  Capercaillie 30th Anniversary Concert with Special Guests
40. ↑  Programme > Page "ESCÒCIA/CATALUNYA"
41. ↑  Site web du Holmfirth Festival of Folk / Page "What's On"
42. ↑  ENTS24 / Capercaillie Tour Dates

## Discographie
- 1984 : Cascade
- 1987 : Crosswinds
- 1988 : The Blood is Strong
- 1989 : Sidewaulk
- 1991 : Delirium
- 1992 : Get Out (compilation)
- 1993 : Secret People
- 1994 : Capercaillie
- 1996 : To The Moon
- 1997 : Beautiful Wasteland
- 1998 : Glenfinnan, Songs of the '45
- 1998 : Dusk Till Dawn : The best of Capercaillie
- 1998 : Waulkroots
- 2000 : Nadurra
- 2002 : Capercaillie Live in Concert
- 2003 : Choice Language
- 2004 : Grace and Pride: The Anthology 2004-1984 (compilation - double cd)
- 2008 : Roses and Tears
- 2013 : At the Heart of It All